# هوا (فیلم ۲۰۱۵)
هوا (به انگلیسی: air) یک فیلم پسا-آخرالزمانی آمریکایی محصول سال ۲۰۱۵ به کارگردانی کریستین کانتامسا و نویسندگی کانتامسا و کریس پاستو است. این فیلم با بازی نورمن ریدس، جایمن هانسو و ساندریان هالت، آینده‌ای ویران‌شهر را پس از فاجعه‌ای با سلاح‌های بیوشیمیایی به تصویر می‌کشد که بیشتر انسان‌ها را از بین برده و هوا را غیرقابل تنفس کرده‌است. این فیلم، داستان گروهی از بازماندگان در یک تأسیسات زیرزمینی را روایت دارد که پس از خرابی تجهیزات، برای زنده ماندن تلاش می‌کنند. این فیلم توسط Skybound Entertainment تولید شده‌است، این فیلم در ۱۴ اوت ۲۰۱۵ در ایالات متحده منتشر شد. به طور کلی نقدهای منفی از منتقدان دریافت کرد.

## بازیگران
- نورمن ریدس در نقش بائر
- جایمن هانسو در نقش کارتر رایت
- ساندریان هالت در نقش ابی
- پیتر بننسون در نقش انکرمن
- دیوید نیکل در نقش Sleeper 1

## نظرات
در راتن تومیتوز این فیلم بر اساس بررسی‌های ۱۲ منتقد، ۱۷٪ امتیاز دارد. در متاکریتیک، این فیلم بر اساس نقدهای ۶ منتقد، امتیاز ۳۳ از ۱۰۰ را کسب کرده‌است که نشان‌دهندهٔ «بررسی‌های عموماً نامطلوب» است.
آلن شرستول در ویلج ویس در نقد خود گفت که این فیلم شامل صحنه‌های «بیش از حد» از «کسانی است که همدیگر را با اسلحه تعقیب می‌کنند» بود، در حالیکه کن جاورورسکی در نیویورک تایمز بازی‌های هونسو و ریدس را تحسین کرد. با این نتیجهٔ که «فیلم‌نامه جوری نوشته شده‌ بود که پیش‌بینی‌ها سخت انجام شود و اقدامات غیرمنتظره رخ میداد.»
جامی فیلبریک در کریوآنلاین فیلم را ستایش کرد و اظهار داشت که «هوا در جایی که بسیاری از فیلم‌های علمی تخیلی شکست می‌خورند، با ساختن داستانی باورنکردنی کاملاً باورپذیر موفق می‌شود» و همچنین اظهار داشت که «کریستین کانتامسا، فیلم‌ساز، اولین کارگردانی خیره‌کننده‌ای را با فیلم جدیدش انجام می‌دهد.» جیمز توماس در Movie Pilot تحت تأثیر سبک فیلم قرار گرفت و اظهار داشت که «هوا، نامه‌ای عاشقانه به فیلم‌های علمی تخیلی [سبکِ] ویرانشهری است که ما از اواخر دههٔ ۷۰ و ۸۰ با عشق آنها بزرگ شدیم.»